# Sungai Cemara
Sungai Cemara is een bestuurslaag in het regentschap Tanjung Jabung Timur van de provincie Jambi, Indonesië. Sungai Cemara telt 438 inwoners (volkstelling 2010).